# Le porte della percezione
(Aldous Huxley, Le porte della percezione)
Le porte della percezione (The Doors of Perception) è un saggio breve di Aldous Huxley del 1954 che tratta esperienze vissute tramite l'uso della mescalina, principio attivo del cacto Lophophora williamsii (ossia il peyote). Il testo è il frutto della collaborazione con lo psicologo Humphrey Osmond. L'opera è seguita nel 1956 dal saggio breve Paradiso e Inferno, che la continua. I due saggi sono pubblicati insieme nell'edizione italiana Mondadori.
Il libro prende forma dal ricordo di Huxley sotto assunzione di mescalina che ha avuto luogo nel corso di un pomeriggio del maggio 1953. Il titolo deriva da una frase del poema di William Blake "Il matrimonio del cielo e dell'inferno" del 1793. Huxley ricorda le percezioni che ha vissuto durante il trip che vanno dal "puramente estetico" a "visioni sacre". Egli comprende anche riflessioni successive all'esperienza farmacologica e il suo significato per l'arte e la religione.

## L'esperienza di Huxley con la mescalina

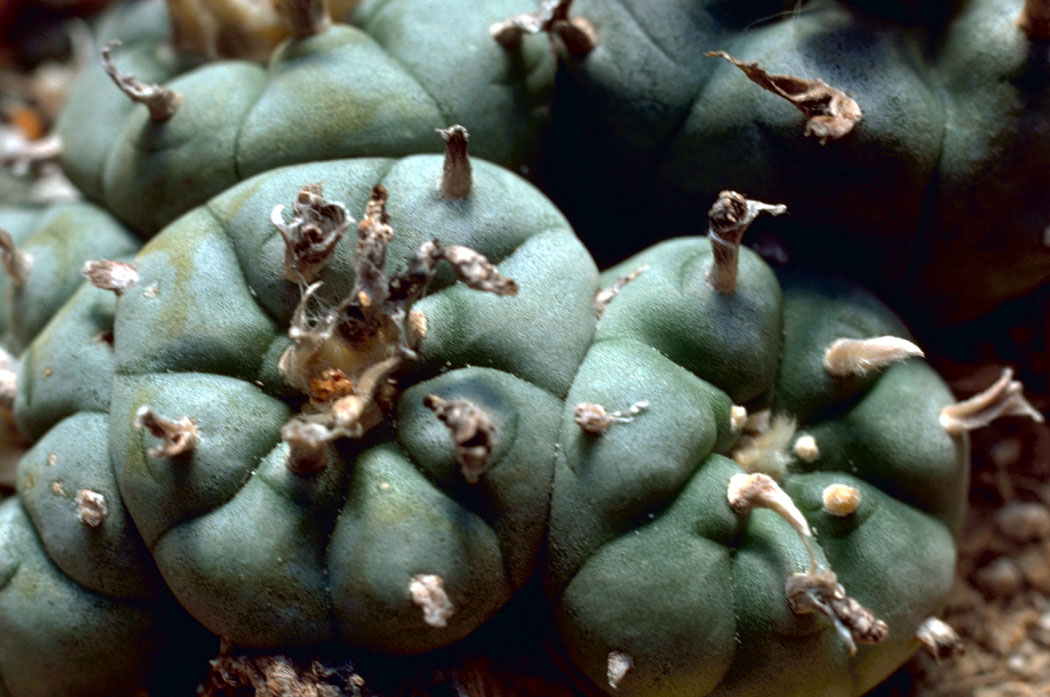
Il peyote è il cactus da cui viene solitamente estratta la mescalina

Il testo è suddiviso in due parti: il racconto delle esperienze e l'analisi di esse.
Dopo l'assunzione della sostanza psichedelica, l'autore nota una vivificazione dei colori che risultano oltremodo sgargianti, e un'inibizione ad agire.
Il testo dell'opera, misto a continue citazioni e paragoni, tende a dimostrare che la funzione del cervello è di valvola riduttrice delle esperienze che l'organo ritiene inutili alla sopravvivenza dell'individuo.
La mescalina, inibendo l'assimilazione di glucosio da parte del cervello, ne ridurrebbe la facoltà di filtro. L'attenzione viene distolta per effetto della sostanza psichedelica dai costrutti culturali consueti della quotidianità e rediretta verso diverse forme di interesse. Huxley ritiene che qui si possa formare una sorta di esperienza mistica, un grado diverso e più elevato di consapevolezza e di percezione.
Come prova di esperienza mistica, Huxley è convinto che rivesta una particolare importanza il riconoscimento del colore, motivo per cui considera il sogno - normalmente monocromatico - un'esperienza parziale. In proposito riporta una lunga citazione di Goethe per sostenere come la comunicazione verbale sia una convenzione necessaria della nostra cultura ma non lo strumento più alto: la comunicazione visuale ha maggiore capacità evocativa e di risveglio delle facoltà spirituali.
Huxley riprende l'espressione Breccia nel muro di H. G. Wells per tutte quelle forme di evasione dai vincoli culturali e mentali del quotidiano. Di fronte a una vita sempre più uniformata e schematizzata, gli individui reagirebbero con degli sfoghi. Si tratta di momenti di sollievo, inefficaci dal punto di vista dell'evoluzione spirituale. Questi sfoghi possono essere sani, come l'attività sportiva, o apparentemente illogici e controproducenti, come l'alcol e il tabacco. In nessun caso, nota Huxley, queste forme di evasione sono finalizzate all'esperienza mistica. La mescalina sarebbe invece uno strumento migliore, meno dannoso. L'autore auspica la diffusione di droghe a minimo impatto ambientale (rispetto per esempio a alcol, tabacco e oppio che rubano spazio coltivabile ai cereali) e sociale (rispetto all'alcol pericoloso nelle strade). L'uomo ha da sempre cercato l'assunzione di droghe e l'alterazione chimica del proprio corpo. In tal senso, Huxley non solo si presenta a favore della liberalizzazione delle droghe psichedeliche, bensì auspica uno sforzo tecnologico e culturale significativo alla ricerca di psichedelici utili alla crescita spirituale della collettività.
Tale contributo delle droghe psichedeliche dovrebbe essere, naturalmente, strumentale a una più profonda indagine mistica. L'autore osserva come né la società né le religioni occidentali siano strutturate per fornire agli uomini un percorso spirituale, e auspica una nuova generazione di scienziati, con approccio umanistico, in grado di sviluppare tecnologia finalizzata all'accrescimento della consapevolezza e della spiritualità. Huxley critica l'importanza del sapere e delle nozioni e li pone in un gradino nettamente più basso, e conclude l'opera raccontando di Tommaso d'Aquino che, avuta verso la fine della propria vita l'estatica contemplazione, avrebbe perso ogni interesse nella conclusione del libro che stava scrivendo.
(Aldous Huxley, Le porte della percezione)

## Riferimenti culturali
- Il titolo dell'opera ha ispirato il nome della band The Doors.[5]
- Nel film Marvel "Doctor Strange" del 2016, Stan Lee compare in un cameo mentre è intento nella lettura divertita del libro di Huxley

## Edizioni
In Italia è edito da Mondadori come prima parte del libro Le porte della percezione - Paradiso e inferno.
- Aldous Huxley, Le porte della percezione - Paradiso e inferno, traduzione di Lidia Sautto, collana Piccola Biblioteca, Arnoldo Mondadori Editore, 2005,  p. 152, ISBN 88-04-50843-4.